# Люлинці (Вінницький район)
Лю́линці — село в Україні, у Липовецькій міській громаді Вінницького району Вінницької області. Розташоване за 21,5 км на північний схід від міста Липовець та за 2,5 км від зупинного пункту Богданівка. Населення становить 262 особи.

## Історія
12 червня 2020 року, розпорядженням Кабінету Міністрів України № 707-р «Про визначення адміністративних центрів та затвердження територій територіальних громад Вінницької області», увійшло в Липовецьку міську громаду.
19 липня 2020 року, в результаті адміністративно-територіальної реформи та ліквідації Липовецького району, село увійшло до складу Вінницького району.